# Calco de lápidas

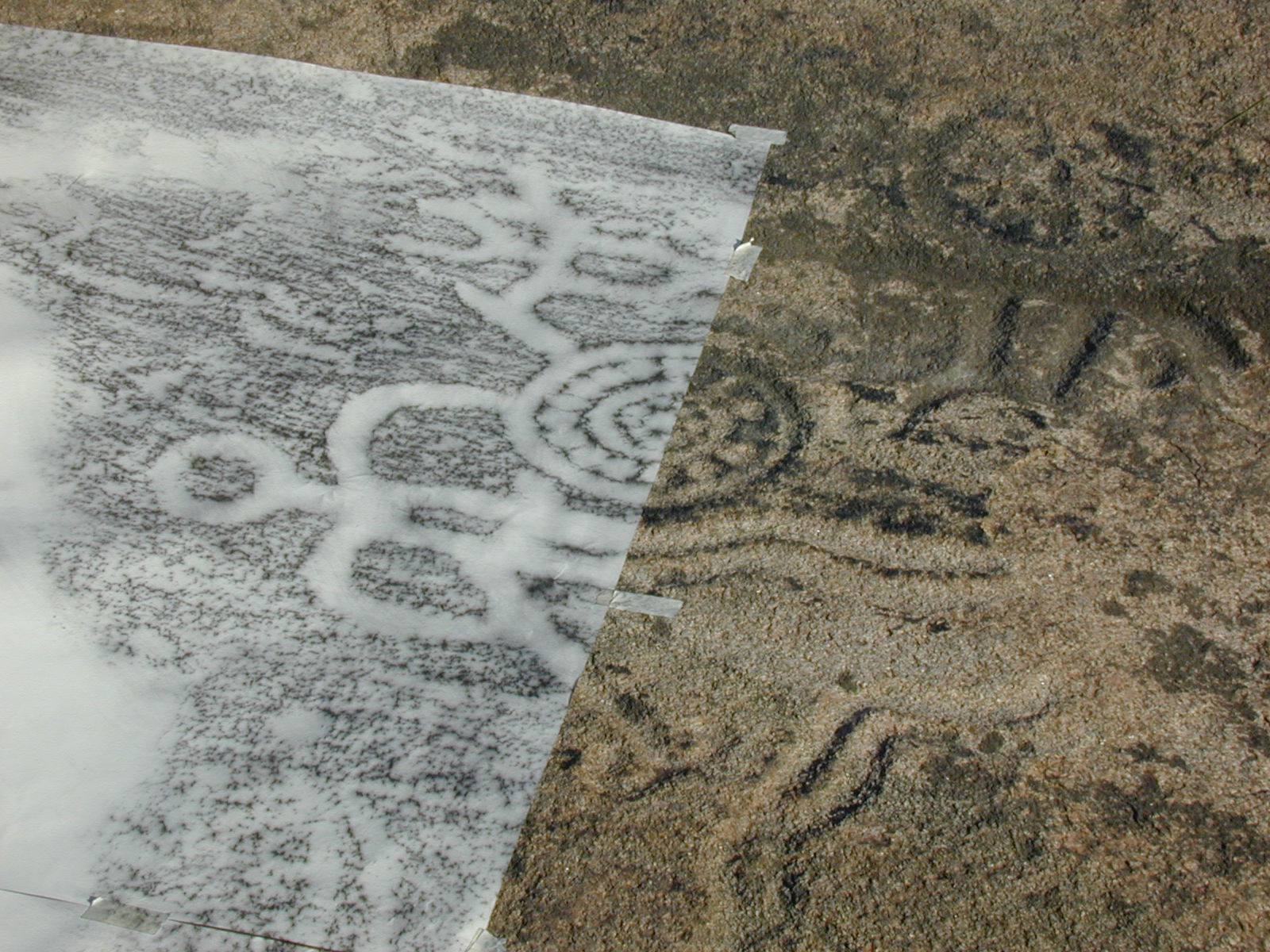
Calco de grafito sobre papel para documentar un petroglifo

Calco de lápidas hace referencia a la práctica de la creación de una imagen de la superficie de una lápida en un papel mediante frotamiento.
La imagen permite grabar las características naturales de la piedra, como la textura, imágenes, patrones y las letras inscritas en ella. Al frotar sobre el papel, el pigmento se deposita sobre las protuberancias y los bordes; las depresiones permanecen sin pigmentar ya que el papel se aleja del material de renderizado. Los materiales más utilizados para la representación son el carboncillo, la cera, el grafito o bloques de tinta china sólida. 
Con el tiempo, la práctica del roce de piedras puede causar daños permanentes a los monumentos culturales debido a la abrasión. Para un artista, las calcos de piedra pueden convertirse en todo un cuerpo de trabajo creativo que puede enmarcar y exhibir.
El calco en tumbas aplica esta técnica a las lápidas, a menudo como método para recuperar y conservar información sobre la genealogía. Para un genealogista, un calco de lápida puede convertirse en un registro permanente de los datos cuando una lápida se está deteriorando rápidamente.

## Técnicas
Ya en la China antigua utilizaban varias técnicas para transferir la caligrafía de las piedras utilizando un papel a base de fibras vegetales. Se utilizaban dos maneras para recuperar la caligrafía: una forma requería que el papel estuviera seco y adherido a la piedra a través de una pasta hecha con agua y almidón a base de arroz o trigo. El papel se aplastaba en los grabados de la piedra para obtener un molde. La otra técnica requería que el papel estuviera húmedo y apisonado en los grabados sin una pasta.

## Imágenes

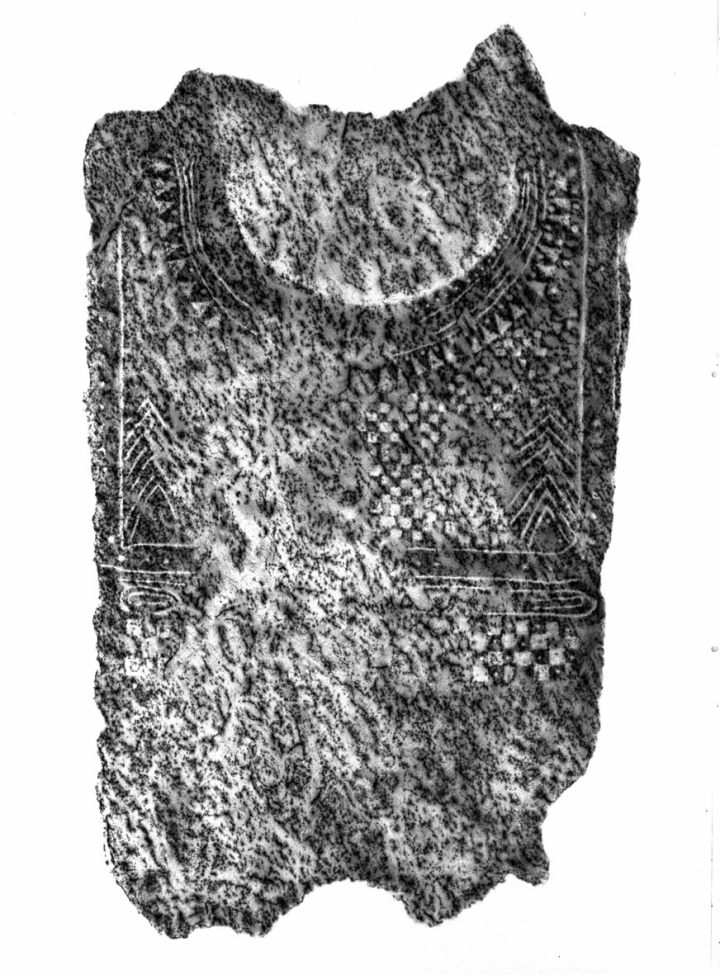
Calcado sobre piedras en la estela 10, Sion, Petit-Chasseur necropolis, Neolítico
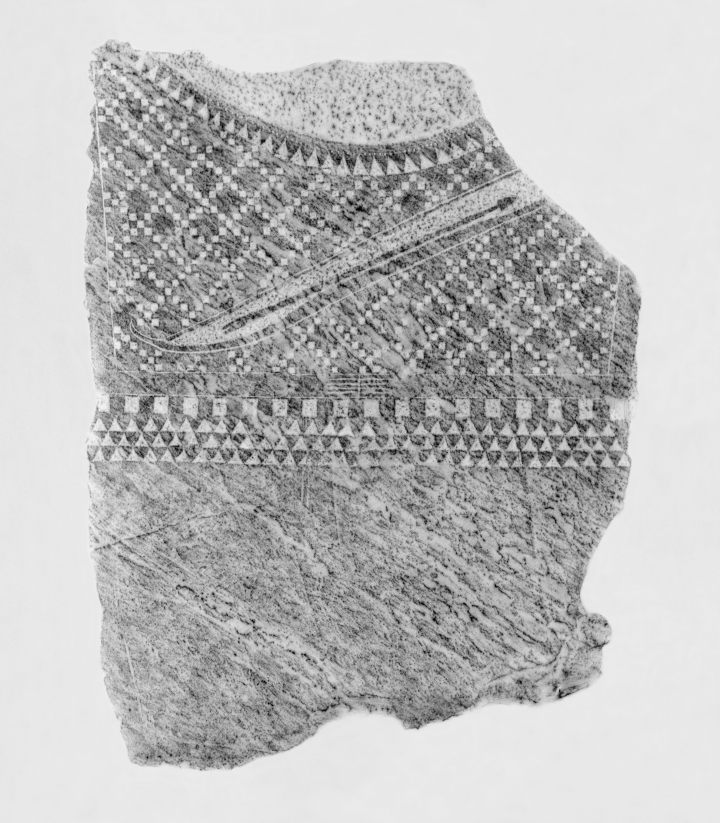
Ídem estela 20
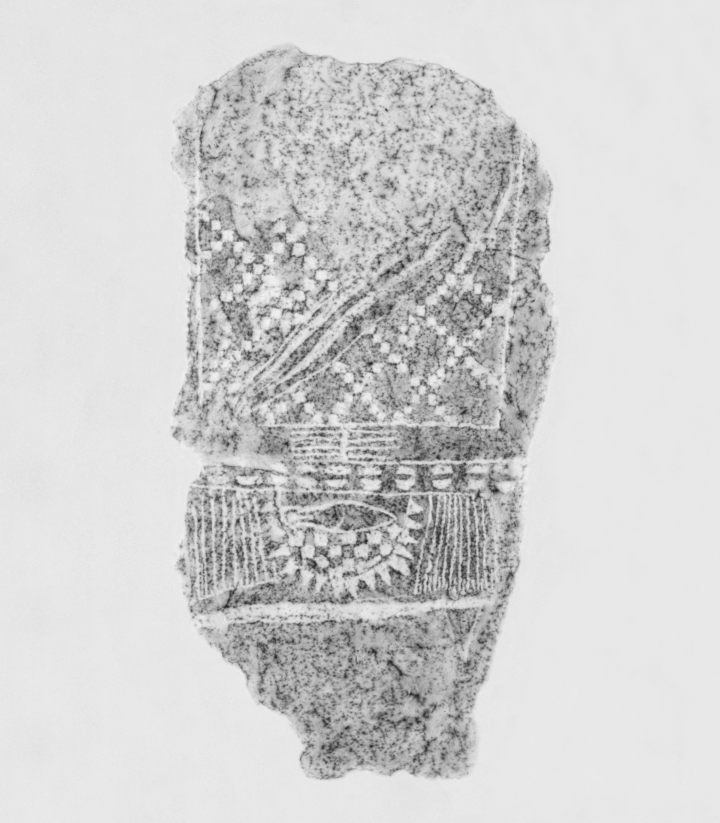
Ídem estela 18
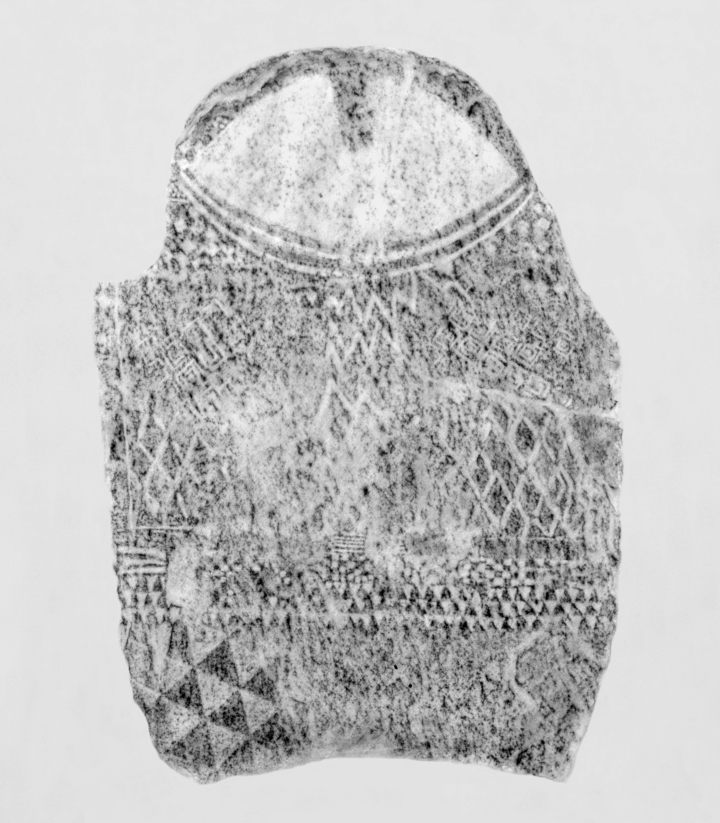
Ídem estela 15
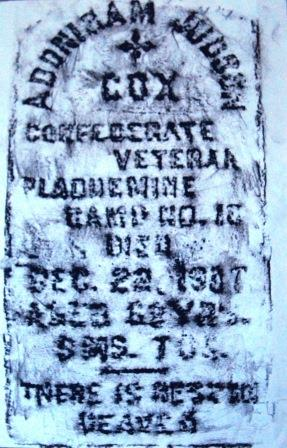
Calcado de la lápida de un veterano confederado de guerra en Plaquemine, Luisiana